# Greatest Hits 1987-1999
Greatest Hits 1987-1999 es un álbum de grandes éxitos lanzado en 2003 por la cantante australiana Kylie Minogue. El disco fue una liberación de presupuesto, publicado sólo en Australia durante el mismo mes Minogue como el noveno álbum de estudio el lenguaje corporal. La lista de pistas es una extensión de su Greatest Hits 1992 compilación, añadiendo el singles en libertad durante el período de deconstrucción (1994-1999). Las características de cada DVD Minogue video musical en libertad durante el PWL y deconstrucción años (la única Minogue DVD para hacerlo). 
Aunque una noticia de Australia, el Reino Unido vídeos para el The Loco-Motion y está fuera de Word están incluidas en lugar de la versión australiana de locomoción y Word es Out (Summer Breeze 7 "Mix). Sin embargo, estos están incluidos en el CD álbum. Dos sencillos promocionales fueron liberados; Dancing Queen y The Real Thing.

## Lista de canciones
Disco Uno
1. "Locomotion"
2. "I Should Be So Lucky"
3. "Got to Be Certain"
4. "Je Ne Sais Pas Pourquoi"
5. "Especially for You"
6. "Turn It into Love"
7. "Made in Heaven"
8. "It's No Secret"
9. "Hand on Your Heart"
10. "Wouldn't Change a Thing"
11. "Never Too Late"
12. "Tears on My Pillow"
13. "Better the Devil You Know"
14. "Step Back in Time"
15. "What Do I Have to Do?" (7" Remix)
16. "Shocked" (DNA 7" Mix)

Disco Dos
1. "Word Is Out" (Summer Breeze 7" Mix)
2. "If You Were with Me Now"
3. "Give Me Just a Little More Time"
4. "Finer Feelings" (BIR 7" Mix)
5. "What Kind Of Fool (Heard All That Before)"
6. "Celebration"
7. "Confide in Me" (Master Mix)
8. "Put Yourself In My Place"
9. "Where Is the Feeling?" (BIR 7" Mix)
10. "Where the Wild Roses Grow"
11. "Some Kind of Bliss"
12. "Did It Again"
13. "Breathe" (Radio Edit)
14. "Cowboy Style"
15. "Dancing Queen" (7" Edit)
16. "Tears"
17. "The Real Thing"

DVD
1. "The Loco-Motion"
2. "I Should Be So Lucky"
3. "Got to Be Certain"
4. "Je Ne Sais Pas Pourquoi"
5. "Especially for You"
6. "It's No Secret"
7. "Made in Heaven"
8. "Hand on Your Heart"
9. "Wouldn't Change a Thing"
10. "Never Too Late"
11. "Tears on My Pillow"
12. "Better the Devil You Know"
13. "Step Back in Time"
14. "What Do I Have to Do?"
15. "Shocked"
16. "Word Is Out"
17. "If You Were with Me Now"
18. "Give Me Just a Little More Time"
19. "Finer Feelings"
20. "What Kind Of Fool (Heard All That Before)"
21. "Celebration"
22. "Confide in Me"
23. "Put Yourself In My Place"
24. "Where Is the Feeling?" (Edit Version)
25. "Where the Wild Roses Grow"
26. "Some Kind of Bliss"
27. "Did It Again"
28. "Breathe"
29. "Cowboy Style"

- Datos: Q374321